# David Hurtado
Alexander David Hurtado Espinosa (* 21. April 1999 in Quito) ist ein ecuadorianischer Geher.

## Leben
David Hurtado stammt aus der ecuadorianischen Hauptstadt Quito. Seine Interesse am Gehen wurde als Neunjähriger während der Olympischen Sommerspiele 2008 in Peking geweckt, bei denen der ecuadorianische Geher, Olympiasieger und mehrfache Weltmeister Jefferson Pérez die Silbermedaille gewann. Später empfahl ihm einer seiner Lehrer, mit dem Sport anzufangen. Nachdem sich seine Leistungen stetig verbesserten, begann er als Dreizehnjähriger das Training beim Spezialistentrainer Javier Callambe aufzunehmen. Heute lebt und trainiert Hurtado nach wie vor in Quito. Er nahm ein Studium des Sportmarketings an der örtlichen Universität auf.

## Sportliche Laufbahn
Hurtado nahm 2015 das erste Mal an Ecuadorianischen Meisterschaften im Juniorenbereich teil und konnte bei den U20-Meisterschaften seines Landes die Goldmedaille gewinnen. Ende Mai belegte er bei den U20-Südamerikameisterschaften in der Heimat den fünften Platz. Im Juli war er für die U18-Weltmeisterschaften in Medellín qualifiziert. Dort stellte er über 10.000 Meter mit 46:16,23 min eine neue Bestzeit auf und landete damit auf dem 17. Platz. 2016 qualifizierte er sich für die U20-Weltmeisterschaften in Bydgoszcz, wurde im Laufe des Wettkampfes allerdings disqualifiziert. Im November gewann er die Goldmedaille bei den U18-Südamerikameisterschaften in Argentinien. 2017 bestritt Hurtado seinen ersten Wettkampf über die 20-km-Distanz. Im Juli nahm er an den U20-Panamerikameisterschaften in Peru teil und konnte mit Bestzeit von 40:37,64 min die Goldmedaille über 10.000 m gewinnen. 2018 trat er zum zweiten Mal bei den U20-Weltmeisterschaften an. Im Wettkampf über 10.000 Meter musste er sich nur dem Chinesen Zhang Yao mit lediglich 6 Tausendstelsekunden Rückstand geschlagen geben.
2019 stellte Hurtado im April in Portugal mit 1:22:03 h eine neue Bestzeit über 20 km auf. Zuvor wurde er im März zum ersten Mal Ecuadorianischer Meister. Ende Mai nahm er in Lima zum ersten Mal an den Südamerikameisterschaften teil und konnte im Wettkampf über 20.000 Meter den Vizemeistertitel erringen. Im April 2021 gewann Hurtado über 10.000 Meter seinen zweiten nationalen Meistertitel. Anfang Juni stellte er in Spanien mit 1:20:37 h eine neue Bestzeit auf. Anschließend nahm er zum ersten Mal an den Olympischen Sommerspielen teil und belegte bei seiner Olympiapremiere den 19. Platz über 20 km. 2022 nahm er in den USA zum ersten Mal an den Weltmeisterschaften der Erwachsenen teil. Er absolvierte die 20 km in 1:21:11 h, womit er den elften Platz belegte. 2023 trat er in Budapest erneut bei den Weltmeisterschaften an. Dort belegte er über 20 km den 19. Platz.

## Wichtige Wettbewerbe
| Jahr                | Veranstaltung                 | Ort                 | Platz               | Disziplin           | Zeit                |
| Startet für Ecuador | Startet für Ecuador           | Startet für Ecuador | Startet für Ecuador | Startet für Ecuador | Startet für Ecuador |
| ------------------- | ----------------------------- | ------------------- | ------------------- | ------------------- | ------------------- |
| 2015                | U20-Südamerikameisterschaften | Cuenca              | 5.                  | 10.000 m Bahngehen  | 48:24,31 min        |
| 2015                | U18-Weltmeisterschaften       | Medellín            | 17.                 | 10.000 m Bahngehen  | 46:16,23 min        |
| 2016                | U20-Weltmeisterschaften       | Bydgoszcz           |                     | 10.000 m Bahngehen  | DSQ                 |
| 2016                | U18-Südamerikameisterschaften | Concordia           | 1.                  | 10.000 m Bahngehen  | 43:16,07 min        |
| 2017                | U20-Panamerikameisterschaften | Trujillo            | 1.                  | 10.000 m Bahngehen  | 40:37,64 min        |
| 2018                | U20-Weltmeisterschaften       | Tampere             | 2.                  | 10.000 m Bahngehen  | 40:32,06 min        |
| 2019                | Südamerikameisterschaften     | Lima                | 2.                  | 20.000 m Bahngehen  | 1:23:39,7 h         |
| 2021                | Olympische Sommerspiele       | Tokio               | 19.                 | 20 km Gehen         | 1:24:31 h           |
| 2022                | Weltmeisterschaften           | Eugene              | 11.                 | 20 km Gehen         | 1:21:11 h           |
| 2023                | Weltmeisterschaften           | Budapest            | 19.                 | 20 km Gehen         | 1:20:07 h           |

## Persönliche Bestleistungen
- 5000-m-Gehen: 19:29 min, 22. Oktober 2017, Hauppauge
- 10.000-m-Bahngehen: 38:44,66 min, 18. April 2021, Guayaquil
- 20-km-Gehen: 1:18:45 h, 8. April 2023, Taicang